# 317917 Jodelle
317917 Jodelle è un asteroide della fascia principale. Scoperto nel 2003, presenta un'orbita caratterizzata da un semiasse maggiore pari a 3,1260548 UA e da un'eccentricità di 0,1608040, inclinata di 4,65794° rispetto all'eclittica.
L'asteroide è dedicato al drammaturgo francese Étienne Jodelle.